# みみずく通信
「みみずく通信」（みみずくつうしん）は、太宰治の短編小説。

## 概要
| 初出     | 『知性』1941年1月号                   |
| 単行本   | 『千代女』（筑摩書房、1941年8月25日） |
| 執筆時期 | 1940年11月22日頃完成（推定）          |
| 原稿用紙 | 16枚                                  |

太宰は新潟高等学校で講演をするために、1940年（昭和15年）11月15日に上野駅を出発。16日に同校の学生ホールで講演をした。太宰は「思い出」「走れメロス」など自作の一節を紹介しながら、「友情」について語ったという。
11月17日午後、佐渡島に渡り両津町の本間旅館に止宿。18日、相川町の高田屋旅館に一泊し、19日早朝帰路についた。講演や生徒との交流が本作品に描かれている。佐渡島に渡航したときのことは「佐渡」（『公論』1941年1月号掲載）の題材となった。
本作品のタイトルは、其角の俳句「木菟（みみづく）の独わらひや秋の昏」から取られている。
冒頭部分で「先日、私の甘い短篇小説が、ラヂオで放送された時にも、私は誰にも知られないやうに祈つてゐました」とあるのは、同年11月5日にJOAKで放送された「ある画家の母」を指しているものと思われる。